# Ловер-Аллен Тауншип (округ Камберленд, Пенсільванія)
Ловер-Аллен Тауншип (англ. Lower Allen Township) — селище (англ. township) в США, в окрузі Камберленд штату Пенсільванія. Населення — 20 099 осіб (2020).

## Демографія
Згідно з переписом 2010 року, у селищі мешкало 17 980 осіб у 6903 домогосподарствах у складі 3852 родин. Було 7255 помешкань
Расовий склад населення:
| - 82,5 % — білих - 10,3 % — чорних або афроамериканців - 2,3 % — азіатів - 0,1 % — вихідців з тихоокеанських островів - 0,1 % — корінних американців - 3,4 % — осіб інших рас |

До двох чи більше рас належало 1,3 %. Частка іспаномовних становила 5,3 % від усіх жителів.
За віковим діапазоном населення розподілялося таким чином: 14,5 % — особи молодші 18 років, 66,6 % — особи у віці 18—64 років, 18,9 % — особи у віці 65 років та старші. Медіана віку мешканця становила 41,4 року. На 100 осіб жіночої статі у селищі припадало 129,6 чоловіків;  на 100 жінок у віці від 18 років та старших — 136,3 чоловіків також старших 18 років.
Середній дохід на одне домашнє господарство  становив 69 477 доларів США (медіана — 54 116), а середній дохід на одну сім'ю — 83 909 доларів (медіана — 72 719). Медіана доходів становила 45 648 доларів для чоловіків та 42 889 доларів для жінок. За межею бідності перебувало 6,7 % осіб, у тому числі 9,6 % дітей у віці до 18 років та 4,6 % осіб у віці 65 років та старших.
Цивільне працевлаштоване населення становило 7477 осіб. Основні галузі зайнятості: освіта, охорона здоров'я та соціальна допомога — 19,6 %, науковці, спеціалісти, менеджери — 12,4 %, роздрібна торгівля — 12,3 %.